# ارمنی‌ها در جنبش مشروطه ایران

یپرم خان ارمنی و جعفر قلی سردار اسعد بختیاری در لباس رزم به اتفاق گروهی از مجاهدین مسلح ارمنی و بختیاری.

جنبش مشروطه ایران اقدامی تاریخی برای پایان دادن به استبداد، برقراری نظام پارلمانی، نوسازی اجتماعی، اقتصادی و فرهنگی جامعهٔ ایران بود. در این انقلاب، نه تنها ایرانیان بلکه ملت‌های ساکن قفقاز نیز شرکت داشتند و هر یک به سهم خود برای پیروزی آن تلاش کردند.
یکی از جالب توجه‌ترین جنبه‌های انقلاب مشروطیت ایران شرکت قفقازی‌ها در مبارزات مردم ایران بود. گرجی‌ها، روس‌ها و حتی به میزان زیادتری ارمنیان و مسلمانان قفقازی (که بعدها آذری خوانده شدند) در جنبش مشروطیت نقش بسیار مهمی به خصوص در جنگ‌های سرنوشت ساز شمال غرب ایران علیه نیروهای وفادار به شاه ایفا کردند. ضمناً" ارمنیان در راستای مشروطه خواهی و تشکیل احزاب دموکراتیک ایران سهم روشنفکرانهٔ ارزنده تری هم به عهده داشتند.

## تاریخ
پیش از انقلاب مشروطیت، قرن‌ها بود که ارمنیان در ایران می‌زیستند باوجود این بیشتر کسانی که نقشی عمده در این انقلاب ایفا کردند از قفقاز آمده بودند. در آغاز قرن نوزدهم، ارمنیان ساکن در قفقاز از ارمنیان ساکن در امپراتوری عثمانی یا ایران تحصیل کرده تر، متمدن تر و نسبت به گرایش‌های فرهنگی اروپا آگاه تر بودند. آن‌ها در مسکو، سن پترزبورگ، لایپزیگ و برلین تحصیل می‌کردند و از طریق تماس با روشنفکران روس با فرهنگ اروپا آشنا می‌شدند و همچون همکاران روسی خود در معرض تأثیر نوعی روشنفکری قرار می‌گرفتند.
ارمنیان بخش مهمی از طبقهٔ کارگر قفقازی را در تفلیس، باکو و باتومی تشکیل می‌دادند. در آغاز قرن نوزدهم، ۲۵ الی ۲۹ درصد طبقهٔ کارگر در باکو؛ یعنی، بزرگ‌ترین گروه قومی، متشکل از ارمنیان بود.
وقوع سه رخداد مهم بین سال‌های ۱۹۰۳ و ۱۹۰۶ موجب شد تا ارمنیان قفقاز بسیج شوند. نخستین رخداد، مصادرهٔ اموال کلیسای ارمنی در سال ۱۹۰۳ از سوی تزار نیکلای دوم بنا به توصیهٔ حکمران قفقاز، شاهزاده گریگوری گلیتسین(۱۸۹۶-۱۹۰۴)، بود.
رخداد دوم شرکت ارمنیان در شورش‌های دهقانی و اعتصاب‌های کارگری و دانشجویی در انقلاب ۱۹۰۵ روسیه بود. سومین هم کشمکش‌های بین مسلمانان و ارمنیان قفقاز از سال ۱۹۰۵ تا ۱۹۰۷ بود.
ارمنیان قفقاز توانستند در ایران نقشی ایفا کنند تنها به این دلیل بود که اقلیت ارمنیان از قبل در ایران و به خصوص در قلب انقلاب، آذربایجان، حضور داشتند و در آنجا فعالیت سیاسی می‌کردند. با وجود اینکه تاریخ حضور اقلیت ارمنی در ایران به اوایل قرن چهارم پیش از میلاد بر می‌گردد در اواخر قرن نوزدهم ارمنیان ایران شصت و سه هزار الی هفتاد هزار نفر بودند، که عمدتاً در اصفهان و آذربایجان سکونت داشتند.
در آغاز قرن، شهر تبریز به صورت مرکز عمدهٔ فعالیت‌های فرهنگی و سیاسی ارمنیان درآمده بود که بیشتر به خاطر نزدیکی راهبردی این شهر به قفقاز و راه عبور و مرور دو طرفهٔ معلمان، فعالان و مبارزان سیاسی بود هر چند روشنفکران، فعالان سیاسی و کارگران باکویی هم در گسترش فعالیت‌های روشنفکرانه و سیاسی مسلمانان در آذربایجان ایران نفوذ بسزایی داشتند.
احزاب سیاسی ارمنیان فعالیت‌های خود را در دههٔ ۱۸۹۰در ایران آغاز کردند. احزاب هنچاکیان و داشناکسوتیون (نیز حزب آرمناکان که در انقلاب مشروطیت ایران شرکت نکرد) به منظور تأسیس چندین شعبه و نیز اشاعه و تبلیغ ایدئولوژی حزبی اعضایی را از قفقاز به ایران گسیل داشتند. در اواخر قرن نوزدهم و اوایل قرن بیستم، هم حزب هنچاکیست و هم حزب داشناکیست گروه‌های نظامی کوچکی را سازمان دادند تا پس از آموزش در مراکزی مانند تبریز، سلماس و خوی به خاک عثمانی وارد شوند و سلاح کافی به دست آورند تا در صورت تهاجم کردها و ترک‌ها از ارمنیان دفاع کنند.
بنابراین، محیط انقلابی و روشنفکری قفقاز در آغاز قرن، اساس مستحکم تربیتی و فرهنگی اقلیت ارمنی در ایران و فعالیت انقلابی احزاب سیاسی ارمنی در ایالت آذربایجان، با چنان موقعیت استراتژیک، نقش قدرتمندانهٔ ارمنیان قفقاز در انقلاب مشروطیت ایران را به‌طور اجمال تبیین می‌کند.

## جامعه ارمنی ایران
قرن نوزدهم، به خصوص واپسین ربع آن و اوایل قرن بیستم، دوره‌ای است که در آن آموزش سکولاریسم برای تعداد بی‌شماری از پسران افزایش یافت و برای دختران هم آغاز شد. نفوذ انقلابی و روشنفکری قفقازی‌ها از طریق سرازیر شدن سیل معلمان و فعالان سیاسی ارمنیان قفقاز به ایران، که اغلب هم یکی بودند، رو به فزونی نهاد.
نفوذ قفقازی‌ها و نیز وقوع رویدادهای سیاسی در جوامع ارمنی عثمانی، به ویژه نسل‌کشی ارمنیان از سوی سلطان عبدالحمید دوم در نیمه دههٔ ۱۸۹۰ که به فرار تعداد زیادی پناهنده به سلماس و ارومیه انجامید.
در قرن نوزدهم و اوایل قرن بیستم، ارمنیان در اصفهان و آذربایجان متمرکز و تحت نفوذ دینی جاثلیق‌نشین اچمیادزین به نمایندگی دو سر اسقف، یکی رئیس جوامع ارمنیان در شمال و دیگری رئیس جوامع ارمنیان در مناطق مرکزی و جنوب کشور، بودند.
محله جلفا (اصفهان) اولین مدرسه‌ها را از ۱۸۳۳ به بعد تأسیس کرد. کلاس‌های درس عموماً در سال‌های نخست، تا زمانی که ساختمانی از سوی یکی از ثروتمندان حامی کلیسا اهدا شود، در حیاط کلیساها تشکیل می‌شد. این امر در مورد بیشتر مدارس ارمنی در سرتاسر ایران صادق بود. اهداکنندگان ساختمان اغلب ارمنیان قفقاز بودند.
تبریز با تأسیس یک مدرسهٔ پسرانه در ۱۸۵۲ این اقدام جلفای نو را پی گرفت. نام این مدرسه در ابتدا نرسسیان بود اما بعد در ۱۸۷۵ به آرامیان تغییر نام داد. مدرسهٔ آرامیان در سال‌های نخست دارای شصت دانش آموز بود که در دههٔ ۱۸۹۰ این تعداد ده برابر شد و به ششصد دانش آموز با هفت کلاس و ۲۴ معلم، که بعضی از آن‌ها زن بودند، افزایش یافت. برنامهٔ آموزشی مدرسه، که سال به سال بنا به اوضاع مالی مدرسه و در دسترس بودن معلم تغییر می‌کرد، عبارت بود از تدریس زبان ارمنی، زبان فارسی، زبان فرانسه، زبان روسی، تاریخ ارمنستان. علوم دینی، جغرافیا، ریاضیات و سایر موضوع‌ها.
فعالیت‌های آموزشی این مدرسه مورد تحسین ناصرالدین‌شاه قاجار، که برای چند سال سالی ۲۵۰ تومان به آن اهدا کرد و مظفرالدین‌شاه قاجار قرار گرفت. این مدرسه همچنین توجه مقام‌های عالی رتبهٔ ایرانی و اروپایی را هم جلب کرد که از آن میان می‌توان به میرزاجواد خان، رئیس مدرسهٔ همایونی تبریز، و یکی از مجتهدان تبریز اشاره کرد.
اکثر معلمان قفقازی و به خصوص اهل تفلیس بودند اما در میان آن‌ها معلمان اهل ایالت‌های ارمنی عثمانی هم دیده می‌شدند. در میان این معلمان، نویسندگانی چون رافی، دانشمندانی چون هراچیا آچاریان زبان‌شناس، مربی و نظریه‌پرداز حزب داشناکیست نیکُل آغبالیان (او بعدها وزیر آموزش و پرورش جمهوری ارمنستان شد)، که به نام مستعار ن. هانگویتس هم شناخته می‌شد و فعالان انقلابی و رهبرانی چون داشناکیست روستوم(استپان زوریان) و هنچاکیست رافائل مووسیسیان بودند. سایر معلمان مانند یرواند فرانگیان و هایراپت پانیریان چهره‌هایی بودند که مطالبی دربارهٔ جامعهٔ ارمنی ایران، که خود جزئی از آن به‌شمار می‌رفتند، به رشتهٔ تحریر درآوردند.

## تجاوز عثمانی و روسیهٔ تزاری
مواضع و سیاست احزاب داشناکسوتیون و هنچاکیان در قبال امپراتوری عثمانی و نیز تجاوز امپراتوری عثمانی به قلمرو ایران دست به دست هم داد تا برای این احزاب نخستین عامل محرک برای اقدام سازنده در انقلاب مشروطیت ایران به وجود آید.
یک سال بعد از شروع انقلاب مشروطیت ایران، داشناکسوتیون در مقاله‌ای، که مخالفت آن را با دولت عثمانی به بهترین شیوه خلاصه می‌کند، هشدار داد که امپراتوری عثمانی نه تنها اشتیاق به تصرف سرزمین دارد ((که گویی بر خلاف اصول بین‌الملل می‌خواهد نشان دهد ترکیه در واقع می‌تواند قلمرواش را گسترش دهد)) بلکه آرزوی شکست تأسیس یک دولت آزادی خواه در ایران را هم در سر می‌پروراند. در این مقاله، آمده بود:
<<امید ما بر این است که مردم ایران با عرق ملی درخور ستایش و پشتکار فداکارانه از میان این راهِ همواره طوفانی در تاریخ عبور خواهد کرد و خواهد توانست پرقدرت شود و سربازان نامنظمِ سلطان خونخوار، دزدان اجیر شده، را از سرزمین خود بیرون اندازد و شیوهٔ حفاظت از وطن علیه دست اندازی‌ها و دسیسه چینی‌های اجنبی را بیاموزد>>.
در اواخر۱۹۰۵، با ورود سربازان عثمانی به وزنه (واقع در جنوب غرب دریاچهٔ ارومیه) و لاهیجان (جنوب شرق رشت، نزدیک دریاچهٔ مازندران) تجاوز عثمانی به ایران آغاز شد و این درست زمانی بود که اعتراض‌ها علیه دولت به وقوع می‌پیوست. نظر به اینکه مذاکره‌های بین دولت‌های شاه و سلطان به شکست انجامیده بود سربازان عثمانی در ژوئن ۱۹۰۶ از موصل به طرف مرز ایران حرکت کردند.
یک سال بعد در ژوئیه۱۹۰۷، سربازان عثمانی از وان وارد غرب ارومیه شدند و روستاها و انجمن‌هایی را که ایستادگی می‌کردند ویران ساختند. در پاییز، شهرهای شمال غربی دشت بیل و اُشنو را اشغال کردند. در تابستان هم با کمک قبیله‌ای از کردها مناطق تارگاوار، و مارگاوار واقع در ارومیه را مستحکم ساختند. این اشغال نظامی عثمانی موجب شد تا هزاران نفر، به خصوص ارمنیان و آشوری‌ها، به طرف شمال و شرق فرار کنند.
داشناکیست‌ها معتقد بودند که ایران فاقد پول، قدرت یا نفوذ سیاسی ای است که بتواند نیروهای عبدالحمید را متوقف کند؛ بنابراین، در جلسه‌ای که کمیتهٔ مرکزی آذربایجان در تبریز تشکیل داد اعضای اصلی موضوع جنگیدن در کنار ایرانی‌ها علیه نیروهای عثمانی را در مرز بررسی کردند. در این جلسه، ((همهٔ هم قطاران موافقت کردند که به مثابهٔ فرزندان یک کشور)) با خطر[تهاجم]((به منافع سرزمین اجدادی مواجه هستیم و موظفیم به پا خاسته و علیه نیروهای ترک وارد نبرد شویم)).
دروشاک روزنامه داشناکیست‌ها می‌نویسد:
<<هیچ‌کس نمی‌تواند برای ایران دشمنی بزرگ‌تر از محمد علی شاه پیدا کند که به جای مظفرالدین شاه، اعطاء‌کننده مشروطیت در۱۹۰۷، به اورنگ شاهی تکیه زده است>>.
روزنامه‌های طرفدار مشروطیت مانند روح القُدُس و مساوات نیز همین احساس را دربارهٔ شاه جدید ابراز کردند؛ روزنامهٔ روح القُدُس شاه را دشمن مشروطیت قلمداد کرد که با قدرت‌های اجنبی همدست شده‌است. درحالی که روزنامهٔ مساوات نیز شاه را به قصور در ایجاد امنیت در مرزها و توطئه برای سرنگونی مجلس متهم کرد. افزون بر این، داشناکسوتیون بر این باور بود که دولت روسیه درصدد است تا حرکت مشروطه خواهی را در ایران متوقف کند.
بعد از اینکه انقلابیون تبریز علیه کودتای شاه ایستادگی کردند و سربازان روسی در آوریل ۱۹۰۹ وارد تبریز شدند و آن‌ها را خلع سلاح کردند، این هشدارها و حمله‌ها هم علیه روسیه شدیدتر شد. دیدگاه داشناکسوتیون نسبت به روسیه منحصر به حزب و ارمنیان نبود؛ برای مثال، لنین نیز همین دیدگاه را دربارهٔ مقاصد روسیه علیه ایران ابراز کرد:
<<واقعیت این است که روسیه با اطلاع قدرت‌ها با هر وسیله‌ای که در اختیار دارد از دسیسه چینی گرفته تا اعزام نیرو با انقلاب ایران مبارزه می‌کند. اینکه سیاست روسیه این است که آذربایجان را اشغال کند موضوعی غیرقابل تردید است>>.
احزاب ارمنی مقاصد روسیه و عثمانی در قبال ایران را زیر سؤال بردند و هر دو را به کوشش برای متوقف ساختن جنبش مشروطیت و تصاحب سرزمین ایران متهم کردند.

## فعالیت‌های سیاسی و مشارکت داشناکیستها
انگیزه‌های ایدئولوژیک و سیاسی، احزاب ارمنی هنچاکیان و داشناکسوتیون به خصوص داشناکسوتیون، در ۱۹۰۷ به انقلاب مشروطیت ایران پیوستند و مشارکت و حمایت خود را از این نهضت در مراحل مختلف آن ادامه دادند.
مهم‌ترین دلایل شرکت ارمنیان در انقلاب مشروطیت ایران به شرح زیر بود:
- تجاوز عثمانی به ایران و حرکت سربازان عثمانی به درون شمال غرب ایران که از اواخر ۱۹۰۵ آغاز شده بود و به‌طور ناخوشایندی بر ارمنیان و ایرانیان ساکن در مرز عثمانی و ایران و نیز بر روند نهضت مشروطیت تأثیر گذاشته و در نتیجه داشناکیست‌ها و هنچاکیست‌ها را نگران و دلواپس ساخته بود؛
- کودتای کمیتهٔ اتحاد و ترقی و اصلاح قانون اساسی ۱۸۷۶ در سال ۱۹۰۸ موجب شد تا هنچاکیست‌ها و به خصوص داشناکیست‌ها از فعالیت حزبی علیه دولت عثمانی دست بکشند و توجه‌شان را تا حدودی از عملیات در ایالت‌های ارمنی‌نشین عثمانی به ایران معطوف کنند؛
- برداشت هر دو حزب ارمنی از انقلاب به منزلهٔ مبارزه‌ای بود علیه سلطه‌گری و بهره‌کشی روسیه، که می‌کوشید جنبش مشروطیت را از کار اندازد، و اذیت و آزار به ارمنیان روسیه هم به این تلقی دامن می‌زد؛
- توقیف نشریهٔ دروشاک[۸] (پرچم) ارگان داشناکیست، در ژوئیهٔ ۱۹۰۶ از سوی دولت ایران قبل از نهضت مشروطیت موجب شد تا داشناکسوتیون نسبت به مواضع خود در قبال دولت ایران مردد شود و از عملیات حزب در ایران در برابر نفوذ اقدامات این دولت محافظت کند؛
- بحث و جدل پیرامون قوانین مشروطیت و دگرگونی‌های انقلابی تبریز واقعیت سیاسی و ناامنی تازهٔ زندگی در ایران را نشان داد و موجب شد تا احزاب دربارهٔ بی‌طرفی تجدید نظر کنند.

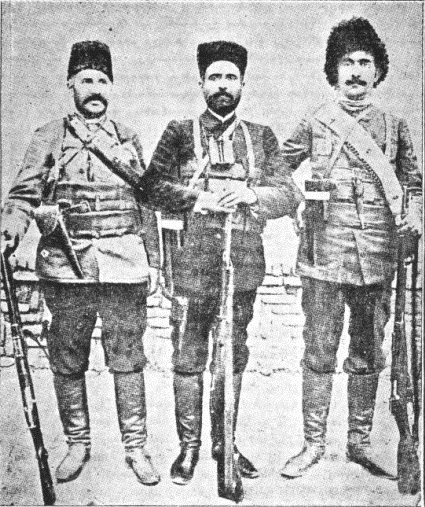
از چپ به راست: آرشاک گافاویان معروف به کِری، یپرم‌خان و خچو

از نیمهٔ دوم قرن نوزدهم توده مردم این ارمنیان را شناخته بودند و آن‌ها نیز از خود با عنوان ((فداییان)) یاد کرده‌اند. این فداییان قفقازی از شمال غرب ایران عبور می‌کردند، در مراکزی چون تبریز، سلماس و خوی آموزش می‌دیدند و موضوع اعزام به ایالت‌های ارمنی‌نشین عثمانی را طرح ریزی می‌کردند. سه حزب عمدهٔ سیاسی ارمنی یعنی حزب آرمناکان به دنبال آن حزب هنچاکیان و حزب داشناکسوتیون برای اجرای عملیات خود در ایالت‌های ارمنی‌نشین عثمانی از ایران به منزلهٔ پایگاه استفاده می‌کردند. فداییان در عثمانی به‌طور محرمانه گروه‌های کوچک نظامی سازماندهی کردند، شعبه‌های حزب را بنیان نهادند و ایدئولوژی حزب را انتشار دادند و هدفشان از انجام این کارها آزاد ساختن ارمنیان عثمانی بود.
از ۱۹۰۸ تا ۱۹۱۲ مرکز کلیه فعالیت‌های انقلابی، داشناکیست و غیره از قفقاز به ترکیهٔ عثمانی و ایران تغییر یافت. احزاب سیاسی ارمنی در اواخر قرن نوزدهم شروع به فعالیت کردند. ((سرزمین ایران کعبهٔ آمال انقلابیون بود)). بیشتر این انقلابیون ارمنیان قفقاز بودند.
بعضی از داشناکیست‌ها مانند کِری آرشاک گاوافیان(۱۸۶۳-۱۹۱۶)، که در این هنگام وارد ایران شدند، در امر رهبری داوطلبان ارمنی در مبارزات مشروطیت ایران افرادی مؤثر و کارساز بودند. گروه سوسیال دموکرات مسلمان ایران هم مانند احزاب سیاسی ارمنی سخت مشغول قاچاق اسلحه از باکو به بندر انزلی شده بود. کمیتهٔ تفلیس حزب سوسیال دموکرات کارگران روسیه ۱۳۵ نفر گرجی را به سرپرستی هنچاکیست سِدراک بانوریان (میرزویان) به ایران گسیل داشت. گرجی‌ها هم مانند ارمنیان، برای تولید مواد منفجره، آزمایشگاه‌هایی تأسیس کردند. انقلابیون قفقازی و کارگران ایرانی که از باکو بر می‌گشتند اخبار دلاوری‌های نظامی حزب داشناکیست و نیز روابط آن را با بین‌الملل دوم پخش می‌کردند و این امر موجب شد تا شهرت و حیثیت داشناکسوتیون در سرتاسر آذربایجان گسترش یابد.
در ژوئیه ۱۹۰۸ بعد از کودتای محمدعلی‌شاه در تهران، مقاومت تبریز برای برانگیختن و دامن زدن به واکنشی ملموس از سوی گروه‌های داشناکیست در آذربایجان عاملی مهم و چشمگیر بود. حتی پیش از آن در اواسط ژوئیه۱۹۰۷، انجمن سلماس داشناکسوتیون را فراخوانده بود تا مقداری گندم به مبارزان هدیه کند. ریاست داشناکیست‌های شاخهٔ سلماس به عهدهٔ سامسون (استپان تادئوسیان) (۱۸۷۰-۱۹۴۵)، برادرزادهٔ کریستاپور میکائیلیان، کمک مؤسس حزب، بود. سامسون به سبب تجربه‌اش در مقام اسلحه ساز، مسئول زرادخانهٔ داشناکیست‌ها در تفلیس و بعدها در آذربایجان شد.
داشناکیست‌ها موافقت کردند تا برای حفظ دیلمان، یاری رسانند و در این راستا با کمک مجاهدان تبریز، وابسته به تشکیلات سوسیال دموکرات‌ها، موفق شدند این شهر و دیگر شهرها و روستاهای منطقه را به تصرف خود درآورند. بعد از تصرف دیلمان، دو نفر داشناکیست برای عضویت در انجمن سلماس انتخاب شدند و کمیتهٔ مختلط ایرانی و ارمنی با مشارکت این دو داشناکیست تأسیس شد. در همین موقع، کمیته‌های مختلط مشابه، که اعضای آن برای تنظیم طرح حفاظت از شهر با هم همکاری می‌کردند، در خوی و ارومیه نیز تأسیس شد.
کمیتهٔ مرکزی در ۲۱ اوت ۱۹۰۸ تصمیم گرفت تا دست کم پنجاه نفر رزمنده، که شامل ده نفر نارنجک انداز و توپچی در تبریز می‌شد، در اختیار ستارخان قرار دهد. در ۲۲اوت۱۹۰۸، شرایط قرارداد بین داشناکیست‌ها و مجاهدان تنظیم شد و هر دو طرف، از جمله ستارخان و چهار رهبر مجاهد دیگر آن را امضاء کردند.
به علاوه، داشناکیست‌ها می‌بایست در مطبوعات و نیز در سایر رسانه‌های ذکر نشده تبلیغات گسترده‌ای را سامان می‌دادند.
ستارخان به اهمیت حضور مبارزان داشناکیست قفقازی در کنار خود واقف بود زیرا آن‌ها کوله باری از تجربه و آگاهی همراه داشتند کما اینکه بیشترین انقلابیون قفقازی هم به نیروهای مشروطه طلب ملحق شدند از همین ویژگی برخوردار بودند. کِری و روستوم هر دو با ستارخان همکاری نزدیک داشتند و در مبارزهٔ نظامی تبریز علیه صمد شجاع‌الدوله، حکمران مراغه، عملاً شرکت کردند.
گفتنی است داشناکسوتیون از کِری (وفات۱۹۱۶) درخواست کرده بود تا تعدادی رزمندهٔ ارمنی، حدوداً ۲۵ نفر، با خود از قفقاز به ایران بیاورد و فرماندهی آن‌ها را هم خود به عهده گیرد.
روستوم در ساخت بمب مهارت داشت و مواد منفجره‌ای را که مبارزان تبریز به کار می‌بردند، در آزمایشگاه کوچک داشناکیست‌ها، واقع در یکی از محله‌های ارمنی‌نشین تبریز، تهیه می‌کرد. داشناکیست‌های قفقاز همراه نیروهای تحت امر ستارخان و باقرخان، بین پاییز ۱۹۰۸ و ورود سربازان روسی در آوریل۱۹۰۸، در چندین جنگ در الوار، صوفیان، مرند و موجومبار، که ساکنانش ارمنی بودند، شرکت کردند.
پس از آن، روستوم رهسپار وان شد و کِری هم به سلماس فرار کرد اما بعدها به تبریز برگشت تا برای تصرف تهران در ژوئیه ۱۹۰۹ به یپرم خان ملحق شود. به گفتهٔ منگول بیات، محله‌های ارمنی‌نشین در تبریز به صورت مراکز عمدهٔ مقاومت درآمده بود.
روابط بین داشناکیست‌ها و ستارخان بین دوستی و دلخوری در نوسان بود. داشناکسوتیون آشکارا از ستارخان با عنوان قهرمان مقاومت تبریز تمجید می‌کردند.

## مبارزات ارمنی‌ها به فرماندهییپرم‌خان
سربازان ارمنی، به خصوص داشناکیست‌ها، به فرماندهی یپرم خان و کِری نیرویی مفید و گه گاه حیاتی بودند و در بسیاری از عملیات نظامی از جمله مقاومت تبریز (آوریل۱۹۰۹ - ژوئیه۱۹۰۸)، اشغال رشت، قزوین و تهران (فوریه تا ژوئیه۱۹۰۹)؛ جنگ‌های مربوط به شکست محمدعلی شاه و برادرش سالارالدوله (ژوئیه - اوت ۱۹۱۱ و نیمهٔ۱۹۱۲)؛ و در سایر جنگ‌ها علیه قوای ضد مشروطهٔ رحیم خان و شاهسون‌ها نقش بسیار مهمی ایفا کردند.
علاوه بر یپرم خان و کِری فداییان داشناکیست مانند دومان، که اهل قره باغ، داشناکیستی فدایی و نیز معلم، بود در اوایل دههٔ ۱۸۹۰ در تبریز و سلماس کاملاً شناخته شده بود.
بعد از انتصاب یپرم در مقام رئیس شهربانی تهران، تعداد سربازان ارمنی شرکت‌کننده در عملیات نظامی به نام مشروطه خواهی افزایش یافت زیرا ارمنیان عمدتاً به هنگ تحت امر یپرم خان ملحق شدند تا به حکومت مشروطهٔ نو پا و چهرهٔ نظامی، ارمنی موفق اش خدمت کنند. گفتنی است تعداد زیادی از سربازان ارمنی، احتمالاً دویست نفر به فرماندهی یپرم خان به نیرویی مرکب از چند صد تن بختیاری، مجاهدان و قزاق‌ها پیوستند تا از شورش رحیم، که از پاییز ۱۹۰۹ علیه دولت مشروطه در اردبیل آغاز شده بود، جلوگیری کنند. این شورش به رهبری قربان علی و جهانگیرخان افشار به زنجان نیز سرایت کرده بود.
رحیم خان دشمنی سرسخت تر بود، به نقل از گریشاخان و یپرم خان نیروی دویست نفری ای متشکل از پنجاه تن بختیاری، پنجاه تن قزاق و صد تن ارمنی، در دسامبر ۱۹۰۹ در ارسباران، به مصاف قوای رحیم خان، که فرزندانش و صمدخان هم عضو آن بودند، رفتند. در ماه محرم، بین این دو نیرو آتش‌بس برقرار شد اما در اواسط ژانویه ۱۹۱۰ جنگ آن‌ها از سر گرفته شد؛ بنابراین، منطقهٔ قره داغ در جاهایی چون دهستان مهروان و اهر، واقع در شمال شرق آذربایجان، صحنهٔ جنگ بین این دو نیرو بود که داشناکیست‌هایی چون خچو، که در جنگ زخمی شد، و گریشا هم در آن شرکت داشتند.
در ژانویه۱۹۱۰، رحیم خان شکست خورد اما توانست از مرز بگذرد و به روسیه فرار کند؛ لذا، نیروهای تحت امر یپرم خان پیروزمندانه به تهران بازگشتند و به نحوی شایسته مورد استقبال قاطبهٔ اهالی و جامعهٔ ارمنی قرار گرفتند.
دیری از مراجعت یپرم خان به تهران نگذشته بود که برای شرکت در عملیات به تبریز فرا خوانده شد. گفتنی است نیروهای روس از زمان ورودشان به تبریز در آوریل ۱۹۰۹ آنجا را ترک نکردند و مدعی بودند که علت ادامهٔ حضورشان وجود انقلابیون ستارخان و باقرخان در تبریز است.
در تبریز کِری و تعداد نامعلومی از داشناکیست‌ها و بختیاری‌ها به یپرم خان ملحق شدند و در پایان مارس ۱۹۱۰ برای مقابله با نیروهای شاهسون پیشروی شان را به طرف اردبیل آغاز کردند. این جنگ تا مه۱۹۱۰، که تعداد زیادی از فرماندهان شاهسون تسلیم شدند، به درازا کشید؛ لذا، نیروهای یپرم خان اردبیل را ترک و با عبور از شهرهای آستارا، انزلی، رشت و قزوین به تهران مراجعت کردند. در بین راه، ایرانی‌ها و ارمنیان، به خصوص زنان، که به افتخار این قهرمانان پیروز شعر می‌خواندند، گل می‌ریختند و سخنرانی می‌کردند، به طرزی بسیار با شکوه از آن‌ها استقبال کردند.
در ژوئیه ۱۹۱۱ حکایت از این داشت که شاه سابق، محمد علی شاه، از روسیه برگشته و همراه با هوادارانش مشغول تدارک حمله به تهران است؛ بنابراین، فرماندهی نیروهایی که علیه شاه سابق سازمان داده شده بودند به جعفرقلی‌خان بختیاری، فرزند علیقلی خان سردار اسعد، و یپرم خان، که تعداد دویست سرباز ارمنی در اختیار داشت، سپرده شد. در عین حال که قوای دولتی هواداران محمد علی شاه را شکست داده بودند سالارالدوله، برادر شاه سابق، به جنوب غرب ایران حمله و همدان را اشغال کرد.
افزون بر چند صد تن بختیاری و صد تن ژاندارم ۱۵۰ سرباز ارمنی به فرماندهی یپرم خان و کِری با نیروهای سالارالدوله جنگیدند و در سپتامبر ۱۹۱۱ آن‌ها را در باغ شاه شکست دادند. آن‌ها کوشیدند سالارالدوله را در همدان به اسارت درآورند اما موفق نشدند زیرا به لرستان فرار کرده بود. او چند ماه بعد برگشت و اقتدار دولت را بار دیگر مورد تهدید قرار داد.
در این نبردها و نبردهای دیگر، سربازهای ارمنی، به رغم تعداد اندکشان، بسیار کار آمد بودند. بر اساس توافقی کتبی خیاطی به نام خیاط هووانس موراتیان می‌بایست تعداد دویست دست لباس برای دویست ارمنی تحت امر یپرم خان تهیه می‌کرد، بنابراین می‌توان اطمینان داشت سربازان ارمنی، که در ۱۹۱۱ با نیروهای محمد علی شاه جنگیدند، دست کم دویست تن بودند. علاوه بر این منبع، منابع متنوع دیگری از مکاتبات گرفته تا خاطرات وجود دارند که پنجاه الی صد نفر به این دویست تن اضافه می‌کنند و بر اساس فهرست مقتولان سال ۱۹۰۷ تا ۱۹۰۸ باید دست کم ۳۵ نفر دیگر به این تعداد اضافه کرد. ضمناً، اسماعیل رائین اسامی ۵۲ نفر از سربازهای ارمنی را که از سال ۱۹۰۸ تا ۱۹۱۲ کشته شده‌اند ارائه می‌دهد.
مورگان شوستر، نیز حدوداً سیصد سرباز ارمنی، جمعی نیرویی که علیه روس‌ها سازمان داده شده بود را بازشماری می‌کند؛ بنابراین دست کم، جمعاً ۲۳۵ و شاید هم بیش از سیصد سرباز ارمنی، اکثراً ایرانی و قفقازی، در انقلاب مشروطیت ایران شرکت داشته‌اند. به رغم اینکه با انقلابیون ایرانی توافق شده بود تا بخشی از هزینه‌های سربازان ارمنی را تأمین کنند به احتمال زیاد این وجوه از طریق منابع داشناکیست‌ها، از جمله جمع‌آوری اعانه، تأمین می‌شد.
بنا به گفتهٔ مورخ داشناکیست، میکائیل واراندیان، دفتر غربی در ژنو به دفعات مبلغ سی هزار فرانک سوئیس به ایران فرستاد و در فوریه ۱۹۰۹ این دفتر از انجمن‌های منطقه‌ای به‌طور ویژه درخواست کرد تا برای رزمندگان تبریز اعانه جمع‌آوری کنند. در نتیجه از مصر، بلغارستان و ایالات متحده آمریکا پول به ایران فرستاده شد. ارمنیان ایران و خارج از ایران بین ۱۹۰۸ و ۱۹۰۹ به جمع‌آوری اعانه پرداختند که در نتیجهٔ آن مبلغ پانصد دلار از ایالات متحده، شش هزار فرانک از استانبول، ده هزار روبل از باکو و هزار تومان از ایران جمع‌آوری شد.

## فهرست منابع
- نقش ارمنیان در نهضت مشروطهٔ ایران، نویسنده: هوری بربریان، مترجم: حسن زنگنه، فصلنامه فرهنگی پیمان - شماره ۳۶ - سال نهم - تابستان ۱۳۸۵
- ارمنیان در سیر انقلاب مشروطیت ایران، نویسنده: گارون سرکسیان، فصلنامه فرهنگی پیمان - شماره ۳۶ - سال نهم - تابستان ۱۳۸۵
- حزب داشناک و جریان انقلاب مشروطه، نویسنده: محمد حسین خسروپناه، فصلنامه فرهنگی پیمان - شماره ۳۶ - سال نهم - تابستان ۱۳۸۵
- میناسیان، سرگئی، نقش ارامنه در ارتش ایران، ترجمهٔ آناهید هوسپیان، فصلنامه فرهنگی پیمان- ش۱۸ و۱۹. زمستان و بهار۱۳۸۰ -۱۳۸۱.
- یرواند آبراهامیان،ایران بین دو انقلاب، ترجمهٔ کاظم فیروزمند و دیگران، تهران: مرکز،۱۳۷۷.
- ژانت آفاری، انقلاب مشروطه ایران، ترجمهٔ رضا رضایی.[بی جا]: بیستون،۱۳۷۹.
- آندره آموریان، مجموعهٔ اسناد داشناکسوتیون، یپرم و مشروطیت ایران، تهران: آلیک،۱۹۷۶، ج۱.
- تورج امینی، نقش اقلیت‌های مذهبی در انقلاب مشروطه: ارامنه، سایت اینترنتی گفتمان.
- آبراهام ایروانی، تاریخ جنگ‌ها، ایروان:[بی نا]،۱۹۳۸. نقل در هاکوب پاپازیان، (همکاری نظامی ارمنیان و ایرانیان). هور. س۲. ش۱۹. دی۱۳۵۱.
- واهان بایبوردیان، مناسبات ایرانیان و ارمنیان، ترجمهٔ ادیک گرمانیک، آپاگا. ش۱۴و۱۵ ۱۳۷۸.
- هوری بربریان، داشناکسوتیون نقش ارامنه، ترجمهٔ الهامه مفتاح، نقل در تکمیل همایون، ناصر. مشروطه خواهی ایرانیان. تهران: مرکز بازشناسی اسلام و ایران،۱۳۸۳.
- هاکوب پاپازیان، همکاری نظامی ارمنیان و ایرانیان، هور. س۲. ش۱۹. دی۱۳۵۱.
- پاسدرماجیان، هراند. تاریخ ارمنستان. ترجمهٔ محمد قاضی. تهران: تاریخ ایران،۱۳۶۶.
- ناصر تکمیل همایون، تاریخ ایران در یک نگاه، تهران: دفتر پژوهش‌های فرهنگی،۱۳۸۱.
- تهرانی (کاتوزیان)، محمدعلی. مشاهدات و تحلیل اجتماعی و سیاسی از تاریخ انقلاب مشروطیت ایران. تهران: شرکت سهامی انتشار،۱۳۷۹.
- پیگولوسکایا، پطروشفسکی و دیگران. تاریخ ایران. ترجمه کریم کشاورز. تهران: پیام،۱۳۶۳.
- دانشنامهٔ ایرانیان ارمنی، ص۹۸ -۱۰۱. دانشنامهٔ بزرگ ارمنی، ج۳، ص۱۱۴. دانشنامهٔ مسئلهٔ ارمنی، ص۲۰۵.
- هاروتون دِرهوهانیان، تاریخ جلفای اصفهان، ترجمهٔ لوون میناسیان.
- اسماعیل رائین، ایرانیان ارمنی، تهران: امیرکبیر،۱۳۵۶.
- عبدالعظیم رضایی، گنجینهٔ تاریخ ایران، تهران: اطلس،۱۳۷۸، ج۱۲.
- عباسعلی صالحی، هم میهنان نقش آفرین مسیحی، تهران:[بی نا]،] بی تا.
- علی فروحی؛ فرامرز طالبی، ارمنیان گیلان، رشت: گیلکان،۱۳۷۷.
- ناظم الاسلام کرمانی. تاریخ بیداری ایرانیان. به اهتمام علی‌اکبر سعیدی سیرجانی. تهران: بنیاد فرهنگ ایران،۱۳۵۷.
- غلامرضا ورهرام، منابع تاریخ ایران در دوران اسلامی، امیرکبیر: تهران،۱۳۷۱.